# La Calera, Angangueo
La Calera är en ort i Mexiko.   Den ligger i kommunen Angangueo och delstaten Michoacán de Ocampo, i den södra delen av landet, 130 km väster om huvudstaden Mexico City. La Calera ligger 2 320 meter över havet och antalet invånare är 117.
Terrängen runt La Calera är huvudsakligen kuperad, men österut är den bergig. Runt La Calera är det ganska tätbefolkat, med 222 invånare per kvadratkilometer. Närmaste större samhälle är Tuxpan, 14,4 km sydväst om La Calera. I omgivningarna runt La Calera växer i huvudsak blandskog.